# Пожары в Калифорнии (2018)
Лесные пожары в американском штате Калифорния летом-осенью 2018 года были особенно разрушительными и привели к тяжёлым последствиям. Всего погибли 103 человека, из них 85 — в городе Парадайс. Более 300 тысяч человек были вынуждены покинуть свои дома. Пожары нанесли огромный экономический ущерб, превышающий 26 млрд долларов США, сгорело более 22,7 тысяч строений.
На то время пожары стали самыми разрушительными в истории штата, а также самыми смертоносными в истории США. До этого наиболее разрушительным считался пожар Tubbs в октябре 2017 года (на севере штата, ближе к побережью, который охватил 15 тысяч гектаров и уничтожил более 11 тысяч построек). Дональд Трамп объявил в Калифорнии режим крупного стихийного бедствия.
Выделяют несколько очагов возгорания в ноябре 2018 года, самым крупным из которых присвоены имена: Mendocino Complex (Мендочино), Carr (Кэрр) и Camp (Кэмп) на севере Калифорнии, Woolsey (Вулси) и Hill (Хилл) на юге штата. Пожар Mendocino Complex стал крупнейшим в истории Калифорнии. Пожар Camp распространился более чем на 42 тысячи гектаров и уничтожил около 7 тыс. построек. Практически полностью уничтожен город Парадайс на севере Калифорнии.
Режим чрезвычайной ситуации введен в округах Бьютт, Вентура и Лос-Анджелес, федеральный бюджет выделит штату средства, необходимые для борьбы с пожаром и ликвидации его последствий.
По данным калифорнийских властей на 16 ноября, полностью локализовать пожары, площадь которых увеличилась до 56 тысяч гектаров, удастся не раньше начала декабря.
Поисками человеческих останков наряду со спасателями занимаются военные. Многие были найдены в автомобилях, которые были блокированы стремительно надвигающимся огнём.
Трудно сказать, что стало причиной пожаров, но расследование продолжается. Как правило, в Калифорнии сезон лесных пожаров продолжался с лета до осени, но теперь такой риск имеет место всегда из-за низкой влажности, тёплых ветров и высохшей по причине отсутствия дождей почвы. Есть версия, что пожар Кэмп начался из-за аварии на линии электропередач.